# Le iene (racconto)
Le iene (Hyenas, 2011) è un racconto noir di Joe R. Lansdale che vede come protagonisti i due amici Hap Collins e Leonard Pine.

## Trama
Hap riceve una telefonata da un'amica poliziotto che lo informa che Leonard è trattenuto in stato di fermo fuori da un locale notturno, accusato di aver aggredito e malmenato tre uomini. Hap raggiunge l'amico e lo trova ferito ma scopre che i tre aggrediti sono decisamente malconci. Leonard confessa di aver picchiato i tre dopo essere stato insultato con epiteti sessisti e razzisti, dopo che lui, gay dichiarato, aveva fatto delle garbate avances nei loro confronti. Hap accompagna l'amico a casa sua dove viene medicato dalla fidanzata Brett e la mattina dopo lo porta alla centrale di polizia dove incontrano uno dei tre aggrediti che, con le sue dichiarazioni, proscioglie Leonard dalle accuse.
Con l'occasione l'uomo, Kelly Smith, vista l'abilità di Leonard a menare le mani, gli propone un lavoro: i due amici dovrebbero convincere il fratello Donny, le cui frequentazioni con criminali lo preoccupano, a cambiare amicizie. Kelly crede infatti che il fratello sia stato coinvolto nella progettazione di una rapina a un furgone blindato. Leonard e Hap accettano l'incarico e chiedono all'amico Marvin, ex poliziotto e investigatore privato, di prendere informazioni sul capo della banda, Smokestack.
Marvin scopre che la banda ha precedenti in fatto di rapine ai portavalori e che il capo ha l'abitudine di assoldare dei complici per poi ucciderli dopo aver portato a termine i colpi, così da dover dividere il bottino tra meno persone. Hap e Leonard hanno un acceso confronto con Smokestack al termine del quale il gigantesco criminale viene picchiato da Hap, e convincono Donny ad abbandonare la banda, mettendolo al corrente del rischio corso. Smokestack però non è disposto a rinunciare al colpo e dopo aver rapito Kelly e averlo costretto a rivelare l'indirizzo di Hap e Leonard, si reca a casa di questi dove rapisce Brett con il proposito di usare la ragazza come autista nella rapina e di vendicarsi in tal modo dell'affronto subito ad opera del fidanzato.
Hap e Leonard non perdono tempo, riescono a scoprire il luogo della rapina, uccidono due banditi prima che il colpo vada a segno, inseguono l'auto di Smokestack guidata da Brett sotto minaccia, raggiungono il covo dei banditi e li uccidono tutti, liberando sia Kelly che Brett. Al termine della vicenda i due amici non vorranno essere pagati da Kelly, ritenendo che i soldi sarebbero serviti di più a lui e al fratello Donny.

## Protagonisti
Hap CollinsBianco, dopo aver provato molti lavori diversi, mette a frutto le sue abilità e esperienze nella lotta come investigatore e guardia privata. Ha con Leonard un fortissimo rapporto di amicizia e di complicità.
Leonard PineNero, gay, veterano della guerra del Vietnam. Non si preoccupa troppo delle possibili conseguenze delle sue azioni e , seppure corretto e leale, ha l'abitudine a risolvere i problemi in maniera drastica, spesso tirandosi addosso problemi maggiori.
Brett SawyerLa fidanzata di Hap, lo appoggia spesso nelle sue decisioni, anche se foriere di guai.
Marvin HansonEx poliziotto e investigatore privato, caro amico di Hap e Leonard.
Kelly SmithL'uomo che ingaggia Hap e Leonard per convincere il fratello ad abbandonare i propositi criminali.
Donny SmithIl fratello ventunenne di Kelly che viene coinvolto nella progettazione di una rapina.
SmokestackIl possente criminale capo della banda di rapinatori.

## Edizioni
- (EN) Joe R. Lansdale, Hyenas, Edizione limitata, Subterranean Press, 2011,  pp. 104, ISBN 978-1-59606-356-3.

- Racconto pubblicato in:  Joe R. Lansdale, Una coppia perfetta - I racconti di Hap e Leonard, traduzione di Luca Briasco, Stile libero Big, Einaudi, 2013,  p. 196, ISBN 978-88-06-20893-6.